# Gilia reticulata
Gilia reticulata is een hydroïdpoliep uit de familie Diphyidae. De poliep komt uit het geslacht Gilia. Gilia reticulata werd in 1954 voor het eerst wetenschappelijk beschreven door Totton. 